# Ndawana Haitembu
Ndawana Haitembu (* 9. August 2002) ist eine namibische Leichtathletin, die sich auf den Sprint spezialisiert hat.

## Sportliche Laufbahn
Erste Erfahrungen bei internationalen Meisterschaften sammelte Ndawana Haitembu im Jahr 2021, als sie bei den U20-Weltmeisterschaften in Nairobi mit der namibischen 4-mal-100-Meter-Staffel mit neuem Landesrekord von 43,76 s die Bronzemedaille gewann. 2024 nahm sie an den Afrikaspielen in Accra teil und schied dort mit 12,10 s und 24,28 s jeweils im Halbfinale über 100 und 200 Meter aus und belegte mit der Staffel in 45,64 s den fünften Platz. Im Juni kam sie bei den Afrikameisterschaften in Douala mit 12,09 s nicht über den Vorlauf über 100 Meter hinaus und belegte im Staffelbewerb in 45,74 s den fünften Platz.
2023 wurde Haitembu namibische Meisterin im 100-Meter-Lauf.

## Persönliche Bestzeiten
- 100 Meter: 11,68 s (+0,7 m/s), 29. April 2023 in Gaborone
- 200 Meter: 24,23 s (+0,3 m/s), 27. April 2024 in Windhoek